# Пахомий Нерехтский
Пахо́мий Не́рехтский (в миру Иа́ков Игна́тьев; начало XIV века, Владимир — 23 марта 1384, Троице-Сыпанов монастырь) — игумен Русской православной церкви, первый игумен возобновлённого Константиновского монастыря (ныне закрытый монастырь в черте города Владимира), основатель мужского монастыря на Нерехте. Канонизирован в лике преподобных.
Основной праздник — тезоименитство 15 (28) мая. Также дни памяти: 21 марта (прославление) и в Соборах Владимирских и Костромских святых.

## Жизнеописание

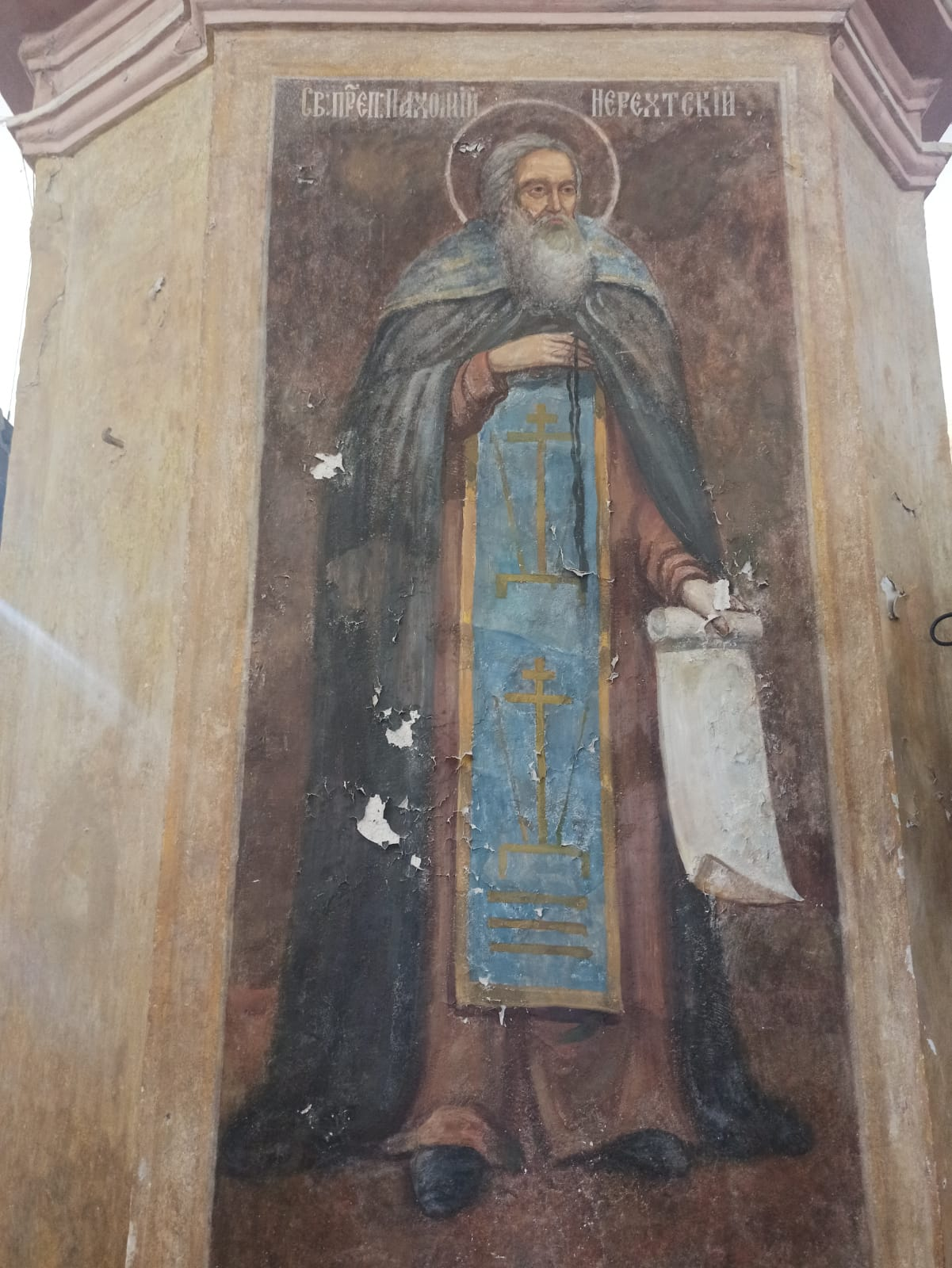
На росписи Богоявленского (Никольского) храма в Нерехте

Родился во Владимире в семье священника. Семи лет он был отдан учиться священным книгам и, как скоро навык в Божественном Писании, начал проявлять усердие к храму Божию.
После кончины отца, будучи 12-летним отроком, Иаков по благословению матери ушёл в Богородице-Рождественский монастырь близ Владимира, а в 21 год принял монашеский постриг с именем Пахомий в честь преподобного Пахомия Великого.
Через несколько лет инок Пахомий был рукоположён во диаконы епископом Владимирским Алексием (Бяконтом), будущим митрополитом Киевским.
В 1352 году он был рукоположён в сан иеромонаха, а в 1365 году, по возобновлении Константиновского монастыря, назначен был первым его игуменом.
Устраивая обитель, преподобный Пахомий желал уединения и вскоре удалился в пустынное место близ Нерехты, где построил Троицкий храм и в глубокой старости скончался 23 марта 1384 года.

## Мощи
6 мая 1675 года мощи преподобного Пахомия были обретены нетленными, но оставлены под спудом. Благодаря многочисленным чудотворениям почитание святого быстро распространяется в округе. В Троицком соборе в его имя устраивается придел и каменная гробница над мощами.
17 февраля 1993 года администрация Костромской области передала корпуса бывшего Пахомиева монастыря Костромской епархии. В настоящее время Троицкий храм полностью восстановлен и благоукрашен, а в монастыре дополнительно построены новый сестринский корпус и богадельня. Мощи преподобного Пахомия являются одной из важнейших святынь обновлённого монастыря и привлекают многочисленных паломников.

## Песнопения
- Тропарь, глас 4:

Житейския молвы, преподобне,/ отвергся и, яко птица, обрет в пустыни безмолвие,/ и в ней водворився составил еси обитель Пресвятыя Троицы,/ в молитвах же и трудех прилежа Богови,/ процвел еси яко финикс,/ быв образ утешения духовнаго,/ преподобне отче Пахомие,/ моли Пресвятую Троицу спастися душам нашим.
- Кондак, глас 4:

В пустыни безмолвствуя,/ единствующу тя, Богоносе, взыскующу ти Господа,/ Богу же тебе не оставльшу единому быти в пустыни,/ и Того повелением снидошася к тебе неколико братии,/ с нимиже ти молящуся Господеви,/ Троице пречестен храм воздвиже,/ в немже предстояще, преподобне Пахомие,/ молися о спасении душ наших.